# Jerzy Buczak
Jerzy Buczak (ur. 10 stycznia 1954 w Kożuchowie) – fizjoterapeuta reprezentacji Polski w piłce ręcznej mężczyzn i klubu żużlowego Stal Gorzów Wielkopolski.
Ukończył AWF w Gorzowie Wielkopolskim i uzyskał tytuł magistra wychowania fizycznego. W późniejszych latach ukończył Podyplomowe Studia w zakresie Fizjoterapii i Odnowy Biologicznej na AWF w Poznaniu, a na AWF w Gorzowie Wlkp. i w Katowicach – trenera 2 klasy pływania i w piłce siatkowej.
Jego praca zawodowa to: nauczyciel wychowania fizycznego w szkołach podstawowych, nauczyciel akademicki na AWF, wykładowca na ogólnopolskich kursokonferencjach trenerów w piłce ręcznej, trener odnowy biologicznej pierwszoligowych zespołów w piłce ręcznej i koszykowej, fizjoterapeuta pierwszej męskiej reprezentacji Polski w piłce ręcznej, kadry Polski w sporcie żużlowym i kadry polskich juniorów w wioślarstwie.
Ma w dorobku: wicemistrzostwo świata w piłce ręcznej Niemcy (2007) oraz brązowy medal mistrzostw świata Chorwacja (2009), brązowy medal mistrzostw świata w piłce ręcznej Katar (2015), pierwsze miejsce w Pucharze Świata z piłkarzami ręcznymi Niemcy (2007), 4 miejsce w mistrzostwach Europy Austria (2010), 4-krotne mistrzostwo świata z kadrą żużlowców Leszno (2007 i 2009), Vojens (2010), Gorzów Wlkp. (2011), złoty medal Drużynowych Mistrzostw Polski na żużlu 2014 ze Stalą Gorzów oraz brązowy medal DMP z żużlowcami Caelum Stal Gorzów (2011), uczestnictwo w igrzyska olimpijskie w Pekinie.

## Nagrody i odznaczenia
- Złoty Krzyż Zasługi za zasługi dla rozwoju polskiego sportu nadany przez prezydenta RP Lecha Kaczyńskiego w 2007 r.[3]
- Krzyż Kawalerski Orderu Odrodzenia Polski za wybitne zasługi w działalności na rzecz rozwoju i upowszechniania piłki ręcznej nadany przez prezydenta Bronisława Komorowskiego w 2015 r.[4]